# Iaroslav Stetskò
Iaroslav Semènovitx Stetskò (Jarosław Stećko en polonès, Яросла́в Семе́нович Стецько́ en ucraïnès), (19 de gener de 1912, Tarnopol, Galítsia, Imperi Austrohongarès (ara Ternópil, Ucraïna) - 5 de juliol de 1986, Múnic, Alemanya Occidental) va ser un líder de l'Organització dels nacionalistes ucraïnesos.

## Desenvolupament

### Entre guerres
El 1929-1934, va estudiar filosofia a les universitats de Lviv i de Cracòvia a la Segona República Polonesa. En la dècada de 1930, es va convertir en un dels líders de l'Organització dels nacionalistes ucraïnesos (OUN).

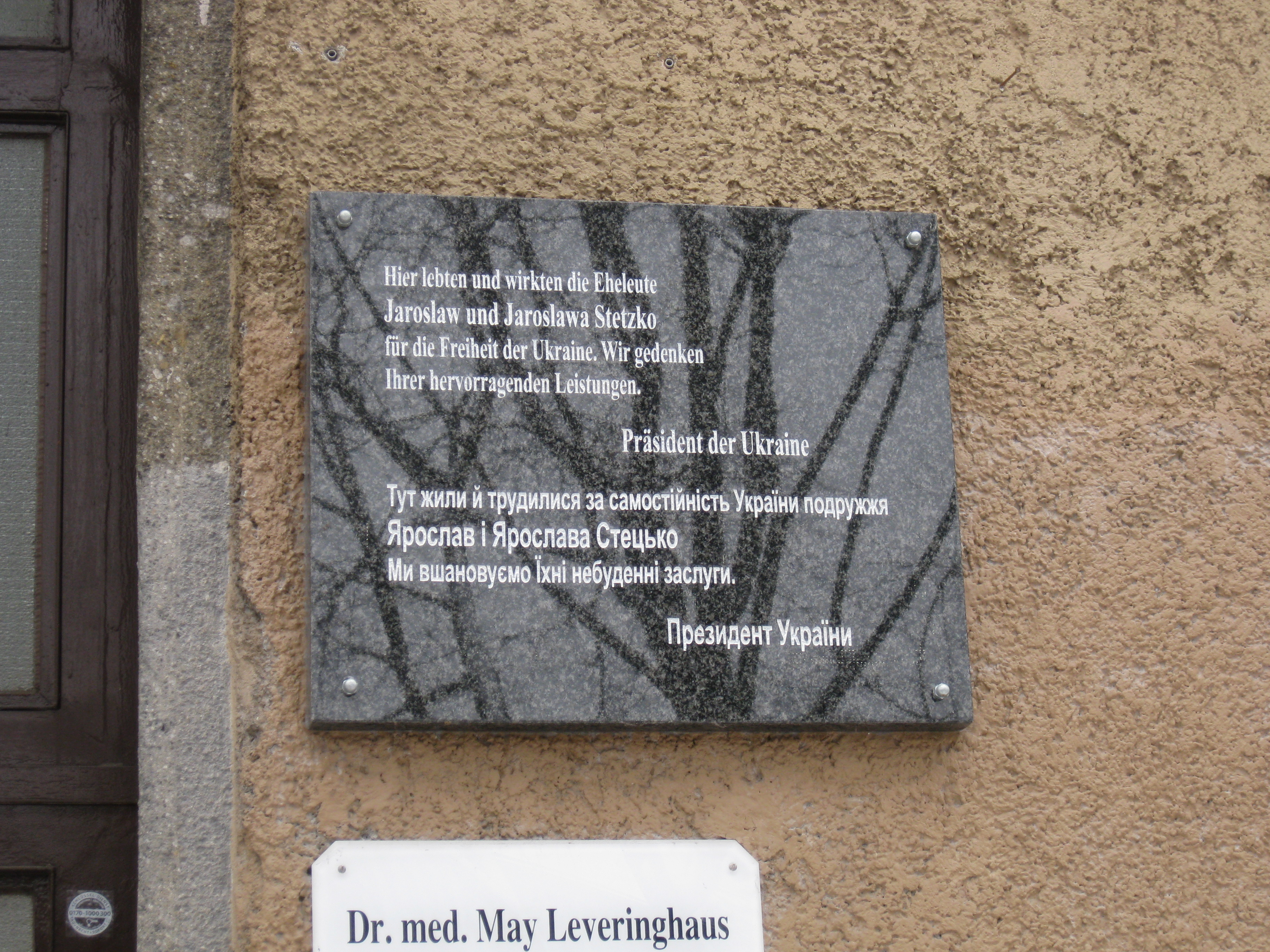
Placa commemorativa de Iaroslav Stetskò i la seva dona a Múnic, Zeppelinstrasse

### Segona Guerra Mundial
Durant la Segona Guerra Mundial, arran d'invasió de l'URSS pels nazis alemanys, la facció Oun-B (dirigit per Stepan Bandera) va proclamar la independència d'Ucraïna a Lviv el 30 de juny de 1941, amb Iaroslav Stetskò com a primer ministre. Després de dotze dies, tots els membres d'aquest govern van ser detinguts pels alemanys. Bandera i Stetskò van ser enviats a Berlín i després a les Zellenbau del camp de concentració de Sachsenhausen, on es van ajuntar amb presos polítics, com ara Kurt Schuschnigg, Édouard Daladier, Stefan Rowecki. Stetskà es va mantenir allà fins a desembre de 1944, i va ser alliberat quan Alemanya va decidir formar l'Exèrcit Nacional d'Ucraïna encapçalat pel general Pavló Xandruk.

### Post Guerra
Després de la Segona Guerra Mundial, va viure a Múnic. Va ajudar la CIA a formar el Bloc de nacions antibolxevics.